# National Women's Soccer League 2013
Navigation
NWSL 2014
La National Women's Soccer League 2013 est la 1re édition de la National Women's Soccer League.

## Participants
Ce tableau présente les huit équipes qualifiées pour disputer le championnat 2013. On y trouve le nom des clubs, le nom des entraîneurs et leur nationalité, la date de création du club, le nom des stades ainsi que la capacité de ces derniers.
| Nom du club            | Entraîneur        | DC   | Stade                            | Capacité |
| ---------------------- | ----------------- | ---- | -------------------------------- | -------- |
| Boston Breakers        | Cat Whitehill     | 2008 | Dilboy Stadium                   | 3 500    |
| Chicago Red Stars      | Rory Dames        | 2007 | Benedictine University           | 3 600    |
| FC Kansas City         | Vlatko Andonovski | 2012 | Shawnee Mission District Stadium | 6 150    |
| Portland Thorns FC     | Cindy Parlow      | 2012 | Jeld-Wen Field                   | 20 438   |
| Seattle Reign FC       | Laura Harvey      | 2012 | Starfire Stadium                 | 4 500    |
| Sky Blue FC            | Jim Gabarra       | 2007 | Yurcak Field                     | 5 000    |
| Washington Spirit      | Mark Parsons      | 2012 | Maryland SoccerPlex              | 5 126    |
| Western New York Flash | Aaran Lines       | 2008 | Sahlen's Stadium                 | 13 768   |

| \| Breakers Red Stars Kansas City Thorns Reign Sky Blue Spirit Flash \| Localisation des clubs engagés dans le championnat. |
| Breakers Red Stars Kansas City Thorns Reign Sky Blue Spirit Flash                                                           |

## Compétition

### Classement
| Rang | Équipe                 | Pts | J  | G  | N | P  | Bp | Bc | Diff |
| ---- | ---------------------- | --- | -- | -- | - | -- | -- | -- | ---- |
| 1    | Western New York Flash | 38  | 22 | 10 | 8 | 4  | 36 | 20 | +16  |
| 2    | FC Kansas City         | 38  | 22 | 11 | 5 | 6  | 34 | 22 | +12  |
| 3    | Portland Thorns FC     | 38  | 22 | 11 | 5 | 6  | 32 | 25 | +7   |
| 4    | Sky Blue FC            | 36  | 22 | 10 | 6 | 6  | 31 | 26 | +5   |
| 5    | Boston Breakers        | 30  | 22 | 8  | 6 | 8  | 35 | 34 | +1   |
| 6    | Chicago Red Stars      | 30  | 22 | 8  | 6 | 8  | 32 | 36 | -4   |
| 7    | Seattle Reign FC       | 18  | 22 | 5  | 3 | 14 | 22 | 36 | -14  |
| 8    | Washington Spirit      | 14  | 22 | 3  | 5 | 14 | 16 | 39 | -23  |

### Résultats
| Club                   | Match | Match | Match | Match | Match | Match | Match | Match | Match | Match | Match | Match | Match | Match | Match | Match | Match | Match | Match | Match | Match | Match |
| Club                   | 1     | 2     | 3     | 4     | 5     | 6     | 7     | 8     | 9     | 10    | 11    | 12    | 13    | 14    | 15    | 16    | 17    | 18    | 19    | 20    | 21    | 22    |
| ---------------------- | ----- | ----- | ----- | ----- | ----- | ----- | ----- | ----- | ----- | ----- | ----- | ----- | ----- | ----- | ----- | ----- | ----- | ----- | ----- | ----- | ----- | ----- |
| Boston Breakers        | DC    | WNY   | CHI   | DC    | KC    | DC    | SKY   | WNY   | CHI   | SKY   | SEA   | SKY   | SEA   | POR   | SKY   | POR   | KC    | DC    | WNY   | POR   | KC    | WNY   |
| Boston Breakers        | 1-1   | 1-2   | 4-1   | 1-1   | 2-0   | 3-0   | 5-1   | 2-2   | 1-0   | 2-3   | 1-2   | 3-2   | 1-1   | 0-2   | 0-0   | 1-2   | 3-0   | 2-5   | 2-2   | 2-1   | 1-0   | 2-1   |
| Chicago Red Stars      | SEA   | POR   | BOS   | SKY   | POR   | WNY   | POR   | BOS   | KC    | KC    | WNY   | SEA   | WNY   | DC    | KC    | DC    | SEA   | POR   | SEA   | DC    | SKY   | KC    |
| Chicago Red Stars      | 1-1   | 0-2   | 4-1   | 1-1   | 0-2   | 2-1   | 0-2   | 1-0   | 0-2   | 1-3   | 2-2   | 3-1   | 1-0   | 0-2   | 3-3   | 1-0   | 4-1   | 3-3   | 3-1   | 1-0   | 3-3   | 1-2   |
| FC Kansas City         | POR   | SEA   | SEA   | WNY   | BOS   | SKY   | POR   | SEA   | CHI   | CHI   | DC    | SKY   | POR   | DC    | WNY   | CHI   | SEA   | BOS   | SKY   | POR   | BOS   | CHI   |
| FC Kansas City         | 1-1   | 2-0   | 0-1   | 2-1   | 2-0   | 0-1   | 4-3   | 0-1   | 0-2   | 1-3   | 2-0   | 2-2   | 2-0   | 1-1   | 0-0   | 3-3   | 2-0   | 3-0   | 0-1   | 2-3   | 1-0   | 1-2   |
| Portland Thorns FC     | KC    | SEA   | CHI   | DC    | CHI   | SKY   | DC    | SEA   | CHI   | KC    | SEA   | SKY   | KC    | BOS   | WNY   | BOS   | CHI   | SKY   | KC    | BOS   | WNY   | SEA   |
| Portland Thorns FC     | 1-1   | 2-1   | 0-2   | 1-2   | 0-2   | 0-1   | 2-0   | 0-1   | 0-2   | 4-3   | 2-0   | 0-0   | 2-0   | 0-2   | 1-1   | 1-2   | 3-3   | 3-1   | 2-3   | 2-1   | 0-0   | 1-2   |
| Seattle Reign FC       | CHI   | POR   | KC    | KC    | SKY   | DC    | SKY   | POR   | KC    | POR   | WNY   | BOS   | CHI   | BOS   | WNY   | DC    | KC    | CHI   | CHI   | WNY   | DC    | POR   |
| Seattle Reign FC       | 1-1   | 2-1   | 2-0   | 0-1   | 2-0   | 2-4   | 0-3   | 0-1   | 0-1   | 2-0   | 1-1   | 1-2   | 3-1   | 1-1   | 3-2   | 2-1   | 2-0   | 4-1   | 3-1   | 1-0   | 1-0   | 1-2   |
| Sky Blue FC            | WNY   | DC    | WNY   | CHI   | SEA   | POR   | SEA   | KC    | BOS   | WNY   | BOS   | POR   | KC    | BOS   | DC    | BOS   | WNY   | KC    | POR   | DC    | CHI   | DC    |
| Sky Blue FC            | 1-0   | 1-2   | 2-1   | 1-1   | 2-0   | 0-1   | 0-3   | 0-1   | 5-1   | 0-3   | 2-3   | 0-0   | 2-2   | 3-2   | 1-0   | 0-0   | 3-0   | 0-1   | 3-1   | 1-0   | 3-3   | 1-1   |
| Washington Spirit      | BOS   | WNY   | SKY   | POR   | BOS   | SEA   | POR   | BOS   | WNY   | KC    | WNY   | KC    | SKY   | CHI   | SEA   | CHI   | BOS   | WNY   | SKY   | CHI   | SEA   | SKY   |
| Washington Spirit      | 1-1   | 1-1   | 1-2   | 1-2   | 1-1   | 2-4   | 2-0   | 3-0   | 0-2   | 2-0   | 4-0   | 1-1   | 1-0   | 0-2   | 2-1   | 1-0   | 2-5   | 3-0   | 1-0   | 1-0   | 1-0   | 1-1   |
| Western New York Flash | SKY   | DC    | BOS   | SKY   | KC    | CHI   | BOS   | SKY   | DC    | CHI   | SEA   | DC    | CHI   | KC    | SEA   | POR   | SKY   | DC    | BOS   | SEA   | POR   | BOS   |
| Western New York Flash | 1-0   | 1-1   | 1-2   | 2-1   | 2-1   | 2-1   | 2-2   | 0-3   | 0-2   | 2-2   | 1-1   | 4-0   | 1-0   | 0-0   | 3-2   | 1-1   | 3-0   | 3-0   | 2-2   | 1-0   | 0-0   | 2-1   |

 Victoire

 Match nul

 Défaite

## Playoffs

### Tableau
|  | Demi-finales               | Demi-finales           |                            |   | Finale       | Finale       |
|  | Demi-finales               | Demi-finales           |                            |   | Finale       | Finale       |
|  |                            |                        |                            |   |              |              |
|  | 24 août 2013               | 24 août 2013           |                            |   | 31 août 2013 | 31 août 2013 |
|  | 24 août 2013               | 24 août 2013           |                            |   | 31 août 2013 | 31 août 2013 |
|  | (1) Western New York Flash | 2                      |                            |   | 31 août 2013 | 31 août 2013 |
|  | (1) Western New York Flash | 2                      |                            |   | 31 août 2013 | 31 août 2013 |
|  | (4) Sky Blue FC            | 0                      |                            |   | 31 août 2013 | 31 août 2013 |
|  | (4) Sky Blue FC            | 0                      | (1) Western New York Flash | 0 |              |              |
|  | 24 août 2013               |                        | (1) Western New York Flash | 0 |              |              |
|  |                            | (3) Portland Thorns FC | 2                          |   |              |              |
|  | (2) FC Kansas City         | (3) Portland Thorns FC | 2                          | 2 |              |              |
|  | (2) FC Kansas City         |                        |                            | 2 |              |              |
|  | (3) Portland Thorns FC     | 3ap                    |                            |   |              |              |
|  | (3) Portland Thorns FC     | 3ap                    |                            |   |              |              |

### Résultats

#### Demi-finales
| 24 août 2013 | FC Kansas City                                          | 2 – 3 ap        | Portland Thorns FC                                     | Shawnee Mission District, Overland Park         |                                                 |
| 13 h         | Tymrak 12e · Henderson 25e · Scott 73e · Buczkowski 86e | (2–1, 2-2, 2-3) | Heath 33e · Dougherty 50e · Long 61e 103e · Weimer 65e | Spectateurs : 4 016 Arbitrage : Christina Unkel | Spectateurs : 4 016 Arbitrage : Christina Unkel |
| 13 h         | Rapport                                                 |                 |                                                        | Spectateurs : 4 016 Arbitrage : Christina Unkel | Spectateurs : 4 016 Arbitrage : Christina Unkel |

| 24 août 2013 | Western New York Flash            | 2 – 0   | Sky Blue FC             | Sahlen's Stadium, Rochester                    |                                                |
| 20 h         | Lloyd 33e 90+3e 42e · Huffman 90e | (1 – 0) | Makoski 51e · Adams 90e | Spectateurs : 7 316 Arbitrage : Katja Koroleva | Spectateurs : 7 316 Arbitrage : Katja Koroleva |
| 20 h         | Rapport                           |         |                         | Spectateurs : 7 316 Arbitrage : Katja Koroleva | Spectateurs : 7 316 Arbitrage : Katja Koroleva |

#### Championship
| 31 août 2013 | Western New York Flash   | 0 – 2   | Portland Thorns FC                                                          | Sahlen's Stadium, Rochester                |                                            |
| 20 h         | Johnson 33e · Martin 74e | (0 – 1) | Heath 40e · Williamson 49e, 57e · Long 89e · Ellertson 90e · Sinclair 90+2e | Spectateurs : 9 129 Arbitrage : Kari Seitz | Spectateurs : 9 129 Arbitrage : Kari Seitz |
| 20 h         | Rapport                  |         |                                                                             | Spectateurs : 9 129 Arbitrage : Kari Seitz | Spectateurs : 9 129 Arbitrage : Kari Seitz |

## Statistiques individuelles
| Rang | Joueuse | Joueuse            | Club                   | Buts |
| ---- | ------- | ------------------ | ---------------------- | ---- |
| 1    |         | Lauren Cheney      | FC Kansas City         | 12   |
| 2    |         | Sydney Leroux      | Boston Breakers        | 11   |
| 2    |         | Abby Wambach       | Western New York Flash | 11   |
| 4    |         | Carli Lloyd        | Western New York Flash | 8    |
| 4    |         | Alex Morgan        | Portland Thorns FC     | 8    |
| 4    |         | Diana Matheson     | Washington Spirit      | 8    |
| 4    |         | Mónica Ocampo      | Sky Blue FC            | 8    |
| 4    |         | Christine Sinclair | Portland Thorns FC     | 8    |
| 9    |         | Sophie Schmidt     | Sky Blue FC            | 7    |
| 10   |         | Erika Tymrak       | FC Kansas City         | 6    |

| Rang | Joueuse | Joueuse            | Club                   | Passes |
| ---- | ------- | ------------------ | ---------------------- | ------ |
| 1    |         | Lauren Cheney      | FC Kansas City         | 9      |
| 2    |         | Abby Wambach       | Western New York Flash | 8      |
| 3    |         | Lianne Sanderson   | Boston Breakers        | 7      |
| 4    |         | Katy Freels        | Sky Blue FC            | 6      |
| 4    |         | Heather O'Reilly   | Boston Breakers        | 6      |
| 6    |         | Leigh Ann Robinson | FC Kansas City         | 5      |
| 6    |         | Christine Nairn    | Seattle Reign FC       | 5      |
| 6    |         | Samantha Kerr      | Western New York Flash | 5      |
| 6    |         | Alex Morgan        | Portland Thorns FC     | 5      |
| 10   |         | Lori Chalupny      | Chicago Red Stars      | 4      |

### Meilleures gardiennes
| Rang | Gardienne        | Club                   | GP | MINS | SOG | SVS | GA | GAA   | W-L-T  | SHO |
| ---- | ---------------- | ---------------------- | -- | ---- | --- | --- | -- | ----- | ------ | --- |
| 1    | Adrianna Franch  | Western New York Flash | 22 | 1978 | 119 | 98  | 20 | 0.909 | 10-4-8 | 7   |
| 2    | Brittany Cameron | Sky Blue FC            | 18 | 1619 | 83  | 65  | 17 | 0.945 | 9-4-5  | 8   |
| 3    | Nicole Barnhart  | FC Kansas City         | 20 | 1800 | 86  | 67  | 19 | 0.950 | 10-5-5 | 10  |
| 4    | Karina LeBlanc   | Portland Thorns FC     | 21 | 1890 | 114 | 92  | 23 | 1.095 | 11-5-5 | 7   |
| 5    | Alyssa Naeher    | Boston Breakers        | 9  | 765  | 47  | 36  | 11 | 1.222 | 4-2-2  | 2   |
| 6    | Taylor Vancil    | Chicago Red Stars      | 6  | 540  | 31  | 23  | 8  | 1.334 | 3-2-1  | 1   |
| 7    | Hope Solo        | Seattle Reign FC       | 14 | 1260 | 101 | 81  | 19 | 1.357 | 5-6-2  | 0   |
| 8    | Erin McLeod      | Chicago Red Stars      | 16 | 1430 | 92  | 64  | 28 | 1.750 | 5-6-5  | 4   |
| 9    | Ashley Phillips  | Boston Breakers        | 11 | 945  | 51  | 32  | 20 | 1.818 | 2-5-4  | 1   |
| 10   | Ashlyn Harris    | Washington Spirit      | 18 | 1620 | 118 | 85  | 33 | 1.882 | 2-11-4 | 1   |
| 11   | Michelle Betos   | Seattle Reign FC       | 7  | 630  | 49  | 34  | 14 | 2.000 | 0-6-1  | 0   |

Source

## Récompenses individuelles

### Récompenses annuelles
| Trophée                                                        | Joueuse            | Position         | Club                   |
| -------------------------------------------------------------- | ------------------ | ---------------- | ---------------------- |
| NWSL Most Valuable Player Meilleure joueuse (saison régulière) | Lauren Cheney      | Milieu           | FC Kansas City         |
| NWSL Championship Game MVP Meilleure joueuse (finale NWSL)     | Tobin Heath        | Milieu           | Portland Thorns FC     |
| NWSL Golden Boot Meilleur buteuse                              | Lauren Cheney      | Milieu           | FC Kansas City         |
| NWSL Rookie of the Year Meilleur rookie                        | Erika Tymrak       | Milieu           | FC Kansas City         |
| NWSL Goalkeeper of the Year Meilleur gardienne                 | Nicole Barnhart    | Gardienne de but | FC Kansas City         |
| NWSL Defender of the Year Meilleur défenseur                   | Becky Sauerbrunn   | Défenseur        | FC Kansas City         |
| NWSL Coach of the Year Meilleur entraîneur                     | Vlatko Andonovski  | Entraîneur       | FC Kansas City         |
| NWSL Best XI L'équipe type                                     | Nicole Barnhart    | Gardienne de but | FC Kansas City         |
| NWSL Best XI L'équipe type                                     | Christie Rampone   | Défenseur        | Sky Blue FC            |
| NWSL Best XI L'équipe type                                     | Leigh Ann Robinson | Défenseur        | FC Kansas City         |
| NWSL Best XI L'équipe type                                     | Becky Sauerbrunn   | Défenseur        | FC Kansas City         |
| NWSL Best XI L'équipe type                                     | Brittany Taylor    | Défenseur        | Western New York Flash |
| NWSL Best XI L'équipe type                                     | Lori Chalupny      | Milieu           | Chicago Red Stars      |
| NWSL Best XI L'équipe type                                     | Jess Fishlock      | Milieu           | Seattle Reign FC       |
| NWSL Best XI L'équipe type                                     | Lauren Cheney      | Milieu           | FC Kansas City         |
| NWSL Best XI L'équipe type                                     | Diana Matheson     | Milieu           | Washington Spirit      |
| NWSL Best XI L'équipe type                                     | Sydney Leroux      | Attaquante       | Boston Breakers        |
| NWSL Best XI L'équipe type                                     | Abby Wambach       | Attaquante       | Western New York Flash |

### Récompenses mensuelles
| Mois    | Joueuse du mois | Joueuse du mois    | Club               |
| ------- | --------------- | ------------------ | ------------------ |
| Avril   |                 | Christine Sinclair | Portland Thorns FC |
| Mai     |                 | Brittany Cameron   | Sky Blue FC        |
| Juin    |                 | Lauren Cheney      | FC Kansas City     |
| Juillet |                 | Erika Tymrak       | FC Kansas City     |
| Août    |                 | Mónica Ocampo      | Sky Blue FC        |

### Récompenses hebdomadaires
| Semaine    | Joueuse de la semaine     | Joueuse de la semaine | Club                   |
| ---------- | ------------------------- | --------------------- | ---------------------- |
| Semaine 1  | Drapeau des États-Unis    | Brittany Cameron      | Sky Blue FC            |
| Semaine 2  | Drapeau du pays de Galles | Jessica Fishlock      | Seattle Reign FC       |
| Semaine 3  | Drapeau des États-Unis    | Heather O'Reilly      | Boston Breakers        |
| Semaine 4  | Drapeau des États-Unis    | Sydney Leroux         | Boston Breakers        |
| Semaine 5  | Drapeau des États-Unis    | Abby Wambach          | Western New York Flash |
| Semaine 6  | Drapeau des États-Unis    | Christie Rampone      | Sky Blue FC            |
| Semaine 7  | Drapeau de l'Angleterre   | Lianne Sanderson      | Boston Breakers        |
| Semaine 8  | Drapeau de l'Australie    | Lisa De Vanna         | Sky Blue FC            |
| Semaine 9  | Drapeau des États-Unis    | Abby Wambach          | Western New York Flash |
| Semaine 10 | Drapeau des États-Unis    | Lori Chalupny         | Chicago Red Stars      |
| Semaine 11 | Drapeau du Canada         | Karina LeBlanc        | Portland Thorns FC     |
| Semaine 12 | Drapeau des États-Unis    | Carli Lloyd           | Western New York Flash |
| Semaine 13 | Drapeau des États-Unis    | Sydney Leroux         | Boston Breakers        |
| Semaine 14 | Drapeau du Canada         | Karina LeBlanc        | Portland Thorns FC     |
| Semaine 15 | Drapeau des États-Unis    | Erika Tymrak          | FC Kansas City         |
| Semaine 16 | Drapeau des États-Unis    | Megan Rapinoe         | Seattle Reign FC       |
| Semaine 17 | Drapeau des États-Unis    | Lauren Cheney         | FC Kansas City         |
| Semaine 18 | Drapeau du Canada         | Diana Matheson        | Washington Spirit      |
| Semaine 19 | Drapeau des États-Unis    | Jen Hoy               | Chicago Red Stars      |

## Statistiques diverses
Buts
- Meilleure attaque : Western New York Flash (36 buts marqués)
- Meilleure défense : Western New York Flash (20 but encaissés)
- Premier but de la saison :  Renae Cuéllar   3e pour FC Kansas City contre Portland Thorns FC, le 13 avril 2013.
- Premier but contre son camp :  McCall Zerboni   41e (csc) pour le Western New York Flash en faveur du Sky Blue FC, le 14 avril 2013.
- Premier penalty :  Diana Matheson   86e (pen.) pour Washington Spirit contre le Western New York Flash, le 20 avril 2013.
- Premier doublé :  Heather O'Reilly   16e   83e pour Boston Breakers contre le Western New York Flash, le 27 avril 2013.
- Premier triplé :  Sydney Leroux   26e   74e   84e pour Boston Breakers contre Chicago Red Stars, le 4 mai 2013.
- But le plus rapide d'une rencontre :  Alyssa Mautz   à la 8e seconde de jeu pour Chicago Red Stars contre le Western New York Flash, le 19 juin 2013.
- But le plus tardif d'une rencontre :  Lori Chalupny   90+6e pour Chicago Red Stars contre FC Kansas City, le 14 juillet 2013.
- Plus grande marge de buts dans une rencontre : 4 buts
  - Sky Blue FC 5-1 Boston Breakers, le 1er juin 2013
- Plus grand nombre de buts dans une rencontre : 7 buts
  - Portland Thorns FC 4-3 FC Kansas City, le 6 juin 2013
  - Washington Spirit 2-5 Boston Breakers, le 27 juillet 2013
- Les coups du chapeau de la saison :
  -  Sydney Leroux   26e   74e   84e pour Boston Breakers contre Chicago Red Stars, le 4 mai 2013.
  -  Carli Lloyd   2e   21e   55e pour le Western New York Flash contre Washington Spirit, le 28 juin 2013.

Discipline
- 128 cartons jaunes
- 4 cartons rouges
- Premier carton jaune :  Kristie Mewis  43e lors de FC Kansas City - Portland Thorns FC, le 13 avril 2013.
- Premier carton rouge :  Jennifer Ruiz   62e lors de Seattle Reign FC - Sky Blue FC, le 19 mai 2013.
- Carton rouge le plus rapide :  Lauren Sesselmann   21e lors de FC Kansas City - Sky Blue FC, le 25 mai 2013.
- Carton rouge le plus tardif :  Sophie Schmidt   90+1e lors de Boston Breakers - Sky Blue FC, le 30 juin 2013.
- Plus grand nombre de cartons jaunes dans un match : 6 cartons
  - Portland Thorns FC - Seattle Reign FC : pour Portland à (Allie Long, Angie Kerr, Nikki Washington) et (Elli Reed, Christine Nairn, Jessica Fishlock) pour Seattle, le 21 avril 2013.